# Pixel 6
Pixel 6およびPixel 6 Proは、Googleによってデザイン、販売されている5Gスマートフォンである。Pixel 5の後継機種。2021年10月19日に「Pixel Fall Launch」イベントで正式に発表され、10月28日に9カ国で発売された。

## 歴史
Pixel 6およびPixel 6 Proは、Googleが2021年8月2日にプレビューを公開し、新しいデザインと新しいSoC「Google Tensor」が発表された。Pixelの旧機種はQualcommのチップを使用していたが、本機種では2016年に開発を始めていた自社設計のチップを使用している。
Googleはスマートフォンのマーケティングをオンラインビデオ、主要都市のビルボード、雑誌広告を利用して早期から開始した。また、スマートフォンの宣伝のために、Channel 4、NBA、Snapchatとパートナーシップを結んだ。さらに、スマートフォンのモデルが発表イベントに先駆けてニューヨーク市のGoogle Store Chelseaで展示された。
Pixel 6とPixel 6 Proは、2021年10月19日の「Pixel Fall Launch」イベントで正式に発表され、2021年10月28日に9カ国で発売された。予約注文可能になった直後、オンラインのGoogle StoreとGoogle Fi storeの両方のウェブサイトが一時的に接続できなくなった。また、Proモデルの出荷時間の遅れは、Google Storeでの予想外の高い需要に起因すると考えられている。

## 仕様

### デザイン
Pixel 6およびPixel 6 Proは旧世代のPixelとは見た目が異なるユニークなデザインを持ち、大型のカメラバーと背面の2トーンのカラースキームが特徴である。前面には穴の空いたディスプレイノッチがある。それぞれ3色のカラースキームがある。
| Pixel 6       | Pixel 6     | Pixel 6      |              | Pixel 6 Pro | Pixel 6 Pro  | Pixel 6 Pro |
| ------------- | ----------- | ------------ | ------------ | ----------- | ------------ | ----------- |
|               |             |              |              |             |              |             |
| Sorta Seafoam | Kinda Coral | Stormy Black | Cloudy White | Sorta Sunny | Stormy Black |             |

### ハードウェア
Pixel 6は、411 ppi、1080 × 2400 pixelの解像度とアスペクト比20:9の160 mmのFHD+ 1080p OLEDディスプレイを、Pixel 6 Proは、512 ppi、1440 × 3120 pixelの解像度とアスペクト比19.5:9の170 mmのQHD+ 1440p LTPO OLEDディスプレイを搭載する。どちらのディスプレイもHDR10+をサポートしているが、Pixel 6は90 Hzのリフレッシュレートであるのに対して、Pixel 6 Proは120 Hzの可変リフレッシュレートを持つ。また、両機種とも50メガピクセルの広角リアカメラと12メガピクセルの超広角リアカメラを持ち、Pixel 6 Proは追加の48メガピクセルの望遠リアカメラを搭載する。Pixel 6のフロントカメラには8メガピクセルの広角レンズが、Pixel 6 Proには11.1メガピクセルの超広角レンズが搭載されている。
Pixel 6は4614 mAh、Pixel 6 Proは5003 mAhのバッテリーを搭載する。両機種とも30Wの高速充電、Qiワイヤレス充電、逆ワイヤレス充電をサポートする。Pixel 6は128または256 GBのストレージと8 GBのRAMを持ち、Pixel 6 Proは128、256、512 GBのストレージと12 GBのRAMが選択できる。Tensorに加えて、両機種ともTitan M2セキュリティモジュールを搭載しており、ディスプレイ下の指紋スキャナ、ステレオスピーカー、Gorilla Glass Victusを搭載している。
公式のスマートフォンケースと第2世代のPixel Standワイヤレス充電器もPixel Fall Launchイベントで発表され、前者は3色あり、リサイクル可能素材で作られている。

### ソフトウェア
前世代のPixelスマートフォンと同様に、GoogleはPixel Fall Launchイベント中ではAIとアンビエントコンピューティング機能に重点を置き、Magic Eraser、Face Unblur、Motion Mode、Real Tone、Direct My Call、Wait Times、LiveTranslateなどの機能を発表した。
Pixel 6とPixel 6 Proは、Android 12とバージョン8.3のGoogle Cameraアプリを搭載する。少なくとも3年間のメジャーOSアップグレードと2024年までの延長サポートに加えて、少なくとも2026年までの5年間のセキュリティアップデートを受けられる。Pixel Fall LaunchイベントはAndroid 12のリリースと同時に行われ、Security SubとPrivacy Dashboardも発表された。
Googleは、Apple OneやXbox All Accessに似たサブスクリプションバンドルであるPixel Passも発表した。Google One、YouTube Premium、YouTube Music Premium、Google Play Pass、延長保証がPixel 6シリーズにバンドルされる。

## 評価
Pixel6とPixel6 Proは、発売前に多くの注目を集めた。多くのコメンテーターがTensorチップの可能性を強調し、Android 12のデビューはAppleのiPhone 13よりもエキサイティングであるという意見を述べた。また、以前の世代のPixelスマートフォンラインと比較してPixelへの期待が高まっていることにも注目し、これは、Googleによるデバイスの早期からの公開とTensorチップの発表によるものだと評している。
両機種は公式発表後、一般的に肯定的な評価を受けた。カメラの性能、ユニークなデザイン、Tensorチップの性能は広く称賛されたが、指紋リーダーのスピードと充電器が付属しないことは批判された。また、プレミアムな仕様と手頃な価格は評価された一方、バッテリーの寿命とカメラバーの突出には賛否両論がある。